# Human Psychopharmacology: Clinical and Experimental
Human Psychopharmacology: Clinical and Experimental, abgekürzt Hum. Psychopharmacol. Clin. Exp., ist eine wissenschaftliche Fachzeitschrift, die vom Wiley-Blackwell-Verlag veröffentlicht wird. Die Zeitschrift erscheint mit sechs Ausgaben im Jahr. Es werden Arbeiten veröffentlicht, die sich klinischen und experimentellen Fragestellungen zum Einsatz von psychotropen Substanzen beschäftigen.
Der Impact Factor lag im Jahr 2014 bei 2,192. Nach der Statistik des ISI Web of Knowledge wird das Journal mit diesem Impact Factor in der Kategorie Pharmakologie und Pharmazie an 135. Stelle von 254 Zeitschriften, in der Kategorie klinische Neurologie an 107. Stelle von 192 Zeitschriften, in der Kategorie Psychiatrie an 72. Stelle von 140 Zeitschriften und in der Kategorie Psychologie an 33. Stelle von 76 Zeitschriften geführt.